# Ophthalmolampis brunneiceps
Ophthalmolampis brunneiceps är en insektsart som beskrevs av Marius Descamps 1983. Ophthalmolampis brunneiceps ingår i släktet Ophthalmolampis och familjen Romaleidae. Inga underarter finns listade i Catalogue of Life.